# Lisztomanie
Mit der bereits 1840 in einem Feuilleton nachweisbaren Wortschöpfung Lisztomanie charakterisierte der Dichter, Feuilletonist und Pariser Korrespondent der Allgemeinen Zeitung Heinrich Heine im April 1844 die musikalisch irrationale, aufsehenerregende und euphorische Begeisterung („Manie“), die der Klaviervirtuose Franz Liszt 1844 in Paris bei seinem Publikum hervorgerufen und dabei „die schöne Welt von Paris in Aufregung gesetzt“ hatte. Dabei erinnert Heine zugleich an Liszts berühmte Berliner Konzerte 1841/1842; 1842 entstand dort Theodor Hosemanns kolorierte Karikatur Im Conzertsaale. Über die Aufregung des Publikums mutmaßte Heine: „Was ist aber der Grund dieser Erscheinung? Die Lösung der Frage gehört vielleicht eher in die Pathologie als in die Ästhetik.“
Längst bevor Heine diesen Begriff übernahm, hatte sich eine Aura des „großen Agitators“ Liszt gebildet. Der Virtuose und die Eigendynamik (Lisztomanie) seiner europaweiten Fangemeinde bildeten in seiner Zeit ein künstlerisches „Alleinstellungsmerkmal“.

Der Begriff „Lisztomanie“ wurde in neuerer Zeit gerne in klischeehafter Weise gebraucht. Abgewandelt wird er für die grenzenlose Euphorie des Publikums bei anderen Events verwendet, etwa für die „Beatlemania“ bei den Auftritten der Beatles.

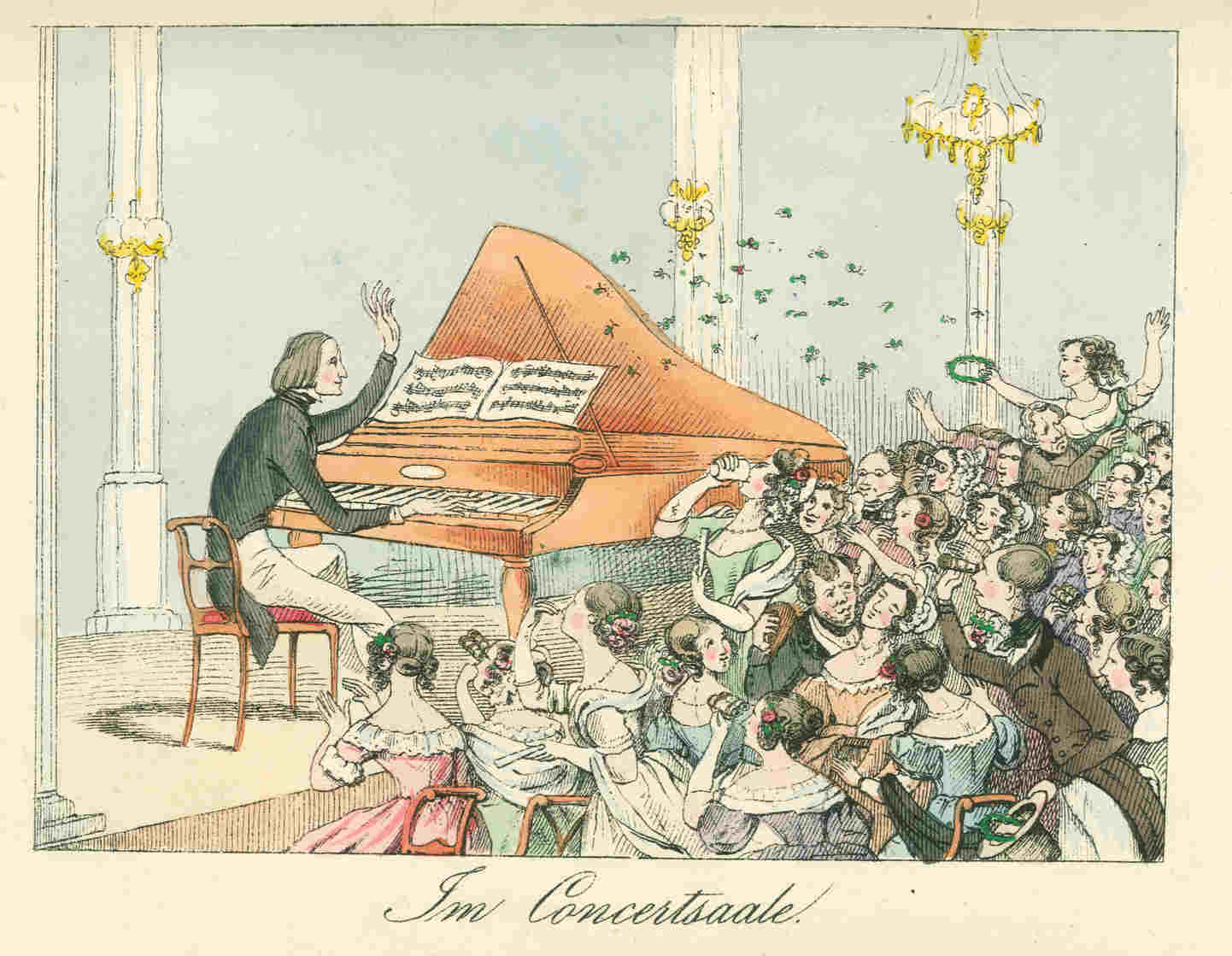
Theodor Hosemann 1842: tumultartige Begeisterung „[i]m Concertsaale“ der Berliner Singakademie

## Virtuosentum und bildliche Erscheinungswelt
Seit dem 18. Jahrhundert wurden reisende Sänger und Instrumentalisten bekannt, deren Popularität sich an zeitgenössischen bildlichen Wiedergaben ablesen lässt. Insbesondere zu Karikaturen regten die „halsbrecherischen“ Gesangskünste der Opernkastraten an.
Im 19. Jahrhundert verlagerten sich die Musikveranstaltungen von der höfischen Bühne in private (Salons) oder öffentliche Konzertsäle, wo sie auf den Publikumsgeschmack der Gesellschaft abzielten; von Franz Liszt ist bekannt, dass er eine enge Verbindung zu seinen Zuhörern pflegte. Seine phänomenalen pianistischen Kunststücke forderten zeitgenössische Maler zu überspitzten Karikaturen heraus, dazu gehören detaillierte ungarische Zeichnungen mit satirischen Texten zu Liszts Mimik und Handbewegungen beim Spielen.

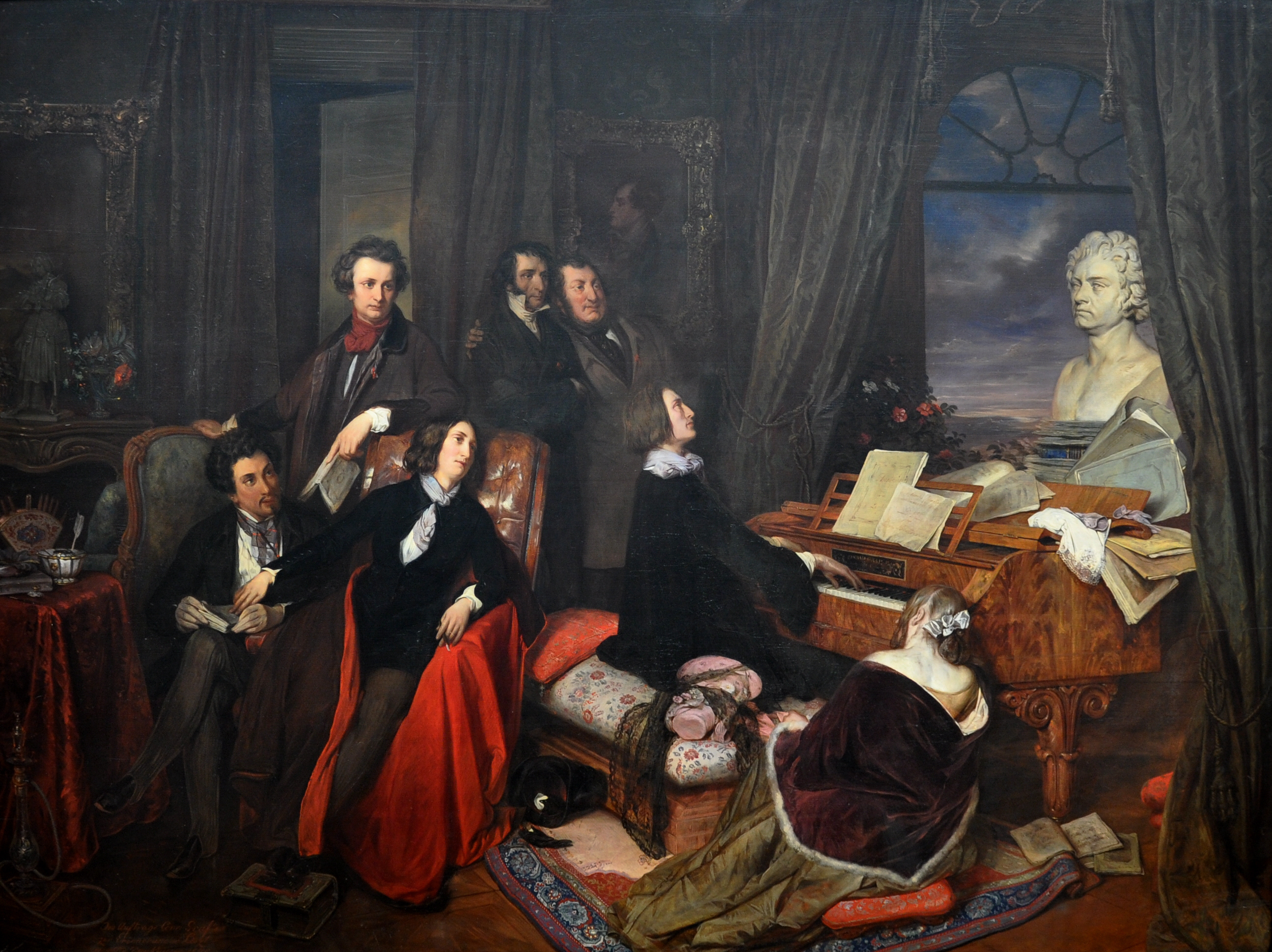
Josef Danhauser: Liszt 1840, ihm zu Füßen Marie d’Agoult; stehend (von links): Victor Hugo, Niccolò Paganini, Gioachino Rossini; sitzend (von links): Alexandre Dumas der Ältere, George Sand

Oder er wurde (z. B. von Josef Danhauser) mit erhobenem Kopf und verklärtem Blick („Aura“), in Richtung Beethoven(-büste) gemalt, in der Zeit, als er seinem Publikum dessen fürs Klavier transkribierte Sinfonien servierte. Besonders während seiner großen Konzertreise 1839 bis 1847 kreuz und quer durch Europa war er Zielscheibe für Karikaturisten, Humoristen und Satiriker, die uns seltene Eindrücke hinterließen. 
Auf der anonymen Potpourri-Karikatur wird Liszt in Anspielung auf seine exzentrische Kompositionsweise als diable de l’harmonie (deutsch: Teufel der Harmonie) tituliert. Das entsprechende Vortrags-Stück steht auf dem Bild geschrieben: Liszts [Grand] Galop chromatique [op. 12], der zu seinen „Raketen, den Glanzpunkten des virtuosen Feuerwerks“ gehörte. Liszt exekutiert ihn mit gespreizten Händen und wehendem Haar auf einem imaginären Pferd, wobei er „mit verhängtem Zügel am schwindelnden Abgrund dahinjagt“. 

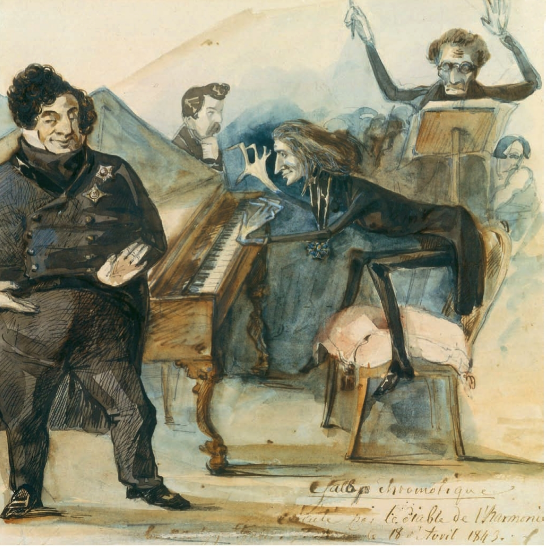
Anonymes Potpourri-Bild von einem Konzert in Sankt Petersburg 1843

 Das Bild aus Sankt Petersburg zeigt links im Vordergrund den italienischen Tenor Giovanni Battista Rubini, der mit Liszt konzertierte, und im Hintergrund vor einem angedeuteten Orchester einen Dirigenten, dessen Physiognomie an Hector Berlioz erinnert.
Zu den fachmännischen Bewunderern Liszts innerhalb einer Unzahl sich überschlagender Bewertungen gehörte Ludwig Rellstab mit seinen Musikkritiken der Berliner Konzertsaison 1841/42. Das Ölbild von Josef Danhauser aus dem Jahr 1840 illustriert Franz Liszts Ausstrahlung und Bedeutung als europäisches Phänomen. Liszt bildet darauf den Mittelpunkt einer fiktiven Szene. Alle auf dem Bild versammelten oder als Bildnisse und Plastiken zitierten Personen sowie viele Gegenstände verweisen auf den Primat von Liszts Musik.

### Wunderkinder

W. A. Mozart, 7 Jahre alt

Franz Liszt wurde auf seinen Konzertreisen im Kindesalter von seinem Publikum als neuer Mozart gefeiert. Dabei begleitete ihn sein Vater Adam Liszt, ähnlich wie es der ehrgeizige Vater Leopold Mozart mit seinem Sohn Wolfgang im 18. Jahrhundert tat, um dessen Künste am – damals – Cembalo in den europäischen Musikzentren Frankfurt, London, Paris, Wien und vielen weiteren Orten vorzuführen.

### Erweckungs-Erlebnis Paganini

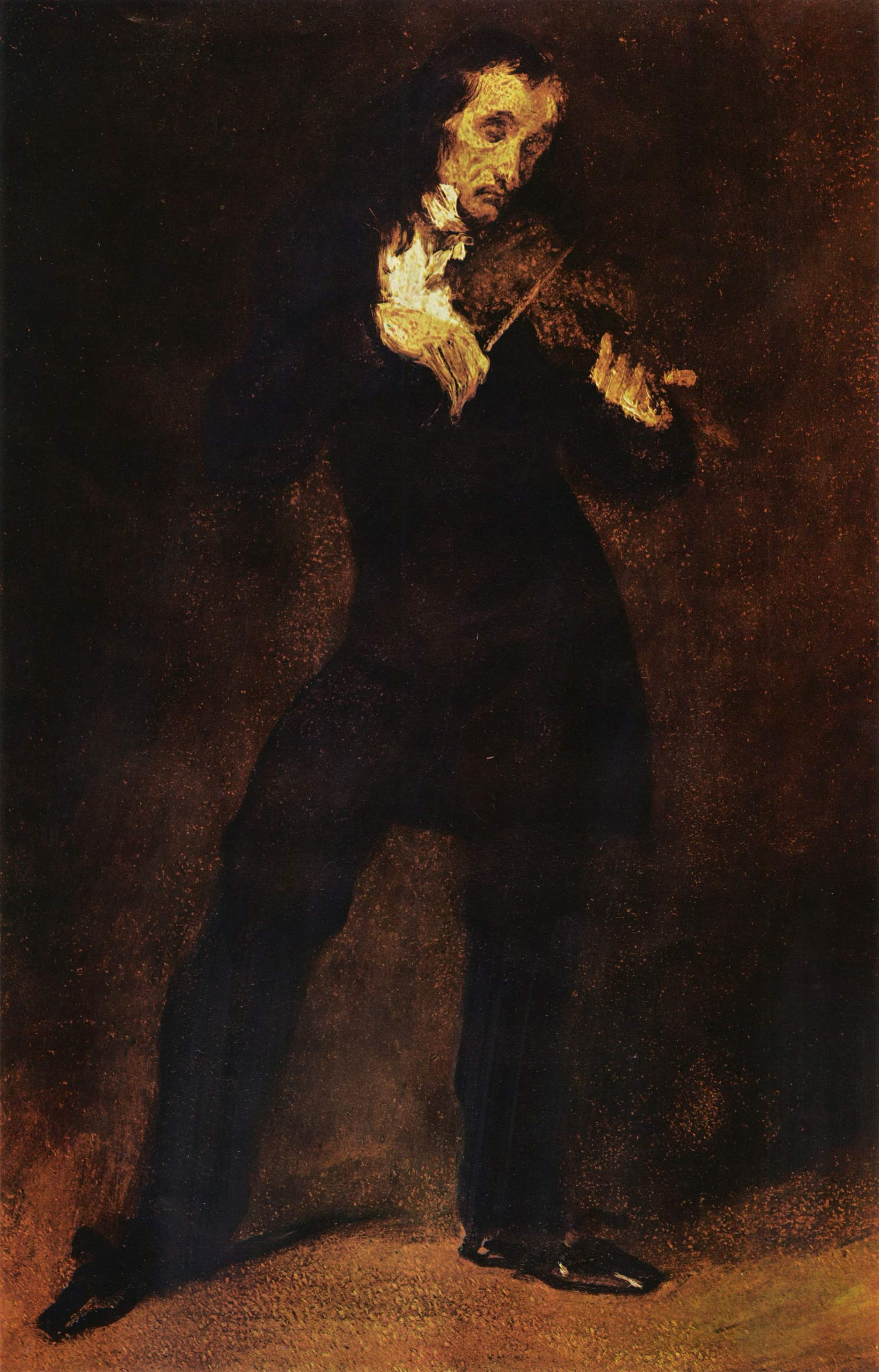
Niccolò Paganini, porträtiert von Eugène Delacroix 1832

Einen Wendepunkt der Virtuosität in der Musikgeschichte bedeutete das Auftreten des Geigenvirtuosen Niccolò Paganini (1782–1840). Ihm wurde „Dämonie seines Spiels auf vier Saiten“ nachgesagt und er „erhob“ sein Instrument – oder „dessen Klang“ – „zu einer eigenen Kategorie“.
Für den 20-jährigen Liszt, der Paganini 1832 in Paris hörte, wurde dieser Geiger zum „Erweckungs-Erlebnis Paganini“, bei dem sich „das Narkotikum Klang […] selbständig“ machte. Er war tief berührt: Welche Leiden, welch Elend, welche Qual in diesen vier Saiten. Liszt und seine Komponisten-Kollegen Robert Schumann und Johannes Brahms u. a. sowie später Sergei Rachmaninow ließen sich zu Bearbeitungen von Werken und Themen des Geigers inspirieren, indem sie seine klanglichen und technischen Experimente auf das Klavier oder auch ins Orchester übertrugen. Dabei wurde insbesondere dessen a-Moll Caprice op. 24 zu einem „Ohrwurm-Thema“, das sogar noch 1941 von Witold Lutosławski und 1947 von Boris Blacher verwendet wurde.

## Liszt inszeniert sich und das Klavier

Érards fortschrittliche Repetitionsmechanik des Klaviers

Das Klavierspiel wurde durch Liszt entschieden weiterentwickelt und das Instrument spielte fortan eine Hauptrolle im Konzertbetrieb: Liszt führte 1840 in London den Solo-Klavierabend ein, wobei er – ein Novum wie schon sein Auswendig-Spielen – den geöffneten Flügel zum Publikum hin aufstellte und sich in seitlicher Silhouette präsentierte. Heinrich Heine umschrieb das dichterisch: „[er spielte] ganz allein, oder vielmehr nur begleitet von seinem Genius. Und dennoch, wie gewaltig, wie erschütternd wirkte schon seine bloße Erscheinung!“
Schon das Kind Liszt saß beim Klavierspielen nicht unbeweglich vor der Tastatur, wie sein Lehrer in Wien Carl Czerny (1791–1857) es lehrte, sondern bewegte auffällig den ganzen Körper beim Musizieren. Czerny erinnert sich auch, wie mühelos das Kind vom Blatt spielte und mit einem „gewissen genialen Sinn“ improvisierte. Liszts Klavierstil entwickelte sich dann parallel zur akustisch- und bautechnischen Weiterentwicklung des Konzertflügels.
Insbesondere die von Liszt bevorzugten Instrumente der Pariser Klavierfirma des Sébastien Érard (1752–1831) mit ihrer fortschrittlichen Klaviermechanik und den sieben Oktaven Umfang kamen ihm sehr gelegen. Mit seiner exzentrischen Technik spielte Liszt nicht selten jene damaligen Flügel, die noch ohne gusseisernen Rahmen gebaut wurden, zu Schanden; dies erhöhte sogar den Reiz seiner Auftritte. Auch das kommentierte Heinrich Heine in seiner Art, indem er Liszt „Attila, die Geißel Gottes aller Erardschen Pianos“ nannte. Im gleichen Atemzug nennt Heine Liszt

„den genialen Hans Narr, dessen Wahnsinn uns selber den Sinn verwirrt, und dem wir in jedem Fall den loyalen Dienst erweisen, daß wir die große Furore, die er hier erregt, zur öffentlichen Kunde bringen.“

Liszts für das Klavier entwickelten Stil zeigen seine populären, von ihm mehrmals überarbeiteten Grandes études d’après Paganini (1851). Aus diesem Opus stammt La Campanella, die er unter dem ersten Eindruck Paganinis La Clochette (Glöckchen) nannte.
Als den „wiedererstandenen Rattenfänger von Hameln“ bezeichnete Heine Franz Liszt wegen der um ihn entstandenen Massenempathie. Die Zuhörer im Saal wurden zuweilen zum Aufstehen und nach vorne Laufen veranlasst, um die Geheimnisse seiner Kunststücke zu ergründen. Über Attribute eines „Possenreißers und Salon-Amuseur“ aber beklagte er sich: „Wie oftmals habe ich nicht die Erlkönig-Stute besteigen müssen“ im Angesicht der „widerlichen Notwendigkeit in dem Virtuosenberufe – dieses unausgesetzte Wiederkäuen derselben Sachen!“
Mit der „Erlkönig-Stute“ meinte Liszt seine berühmte Klavierbearbeitung – Klavier-Inszenierung – des Schubert-Liedes Erlkönig, die das Pferdegetrappel in Oktav-Triolen des mit seinem Kind durch den Wald galoppierenden Vaters wiedergibt. Zu diesem rhythmischen Ostinato sind die gesungenen Dialoge von Vater, Kind, Erlkönig – obwohl für Klavier ja ohne Text – eindringlich in die (ent)sprechenden Klangregionen des Klaviers übersetzt: beruhigend-angstvoll-geisterhaft.

## Ende der Lisztomanie
In einem Brief aus dem Jahr 1842, in dem er mit Noten und Text Leporellos „Keine Ruh bei Tag und Nacht“ aus Don Giovanni zitierte, beklagte Liszt sein Virtuosenlos:

„[…] Immer Konzerte! Immer Sklave des Publikums, obgleich mit Widerwillen! Was für ein Schicksal! Was für ein Beruf! […]“

Doch erst 1848, nach neunjähriger Konzertreise, die Liszt von Wien nach Frankreich über die Schweiz, Italien, Ungarn, England, Schottland, Deutschland und Polen bis nach Russland und Konstantinopel führte, beendete er mit nur 36 Jahren „nach einem wahren Siegeszug“ als „einer der bekanntesten Männer im damaligen Europa“ und mit seiner endgültigen Hinwendung zum Amt des Weimarer Kapellmeisters, zum Komponieren und Unterrichten seine Karriere als reisender Virtuose und damit auch die von ihm erregte Lisztomanie.
Heinrich Heine hatte das 1844 ernüchternd (wenn auch auf Liszt nicht zutreffend) so persifliert:

„Aber ach! laßt uns die Huldigungen, welche die berühmten Virtuosen einernten, nicht allzu genau untersuchen. Ist doch der Tag ihrer eitlen Berühmtheit sehr kurz, und die Stunde schlägt bald, wo der Titane der Tonkunst vielleicht zu einem Stadtmusikus von sehr untergesetzter Statur zusammenschrumpft […] Die Eintagsreputation der Virtuosen verdünstet und verhallt, öde, spurlos, wie der Wind eines Kameles in der Wüste.“

Franz Liszt äußerte 1857 in einem Brief an einen jüngeren Musiker warnend, „[d]ass die Gefahr, dem Publikum zu missfallen, eine weit geringere ist als die, sich durch dessen Launen bestimmen zu lassen“.